# 화산 분화

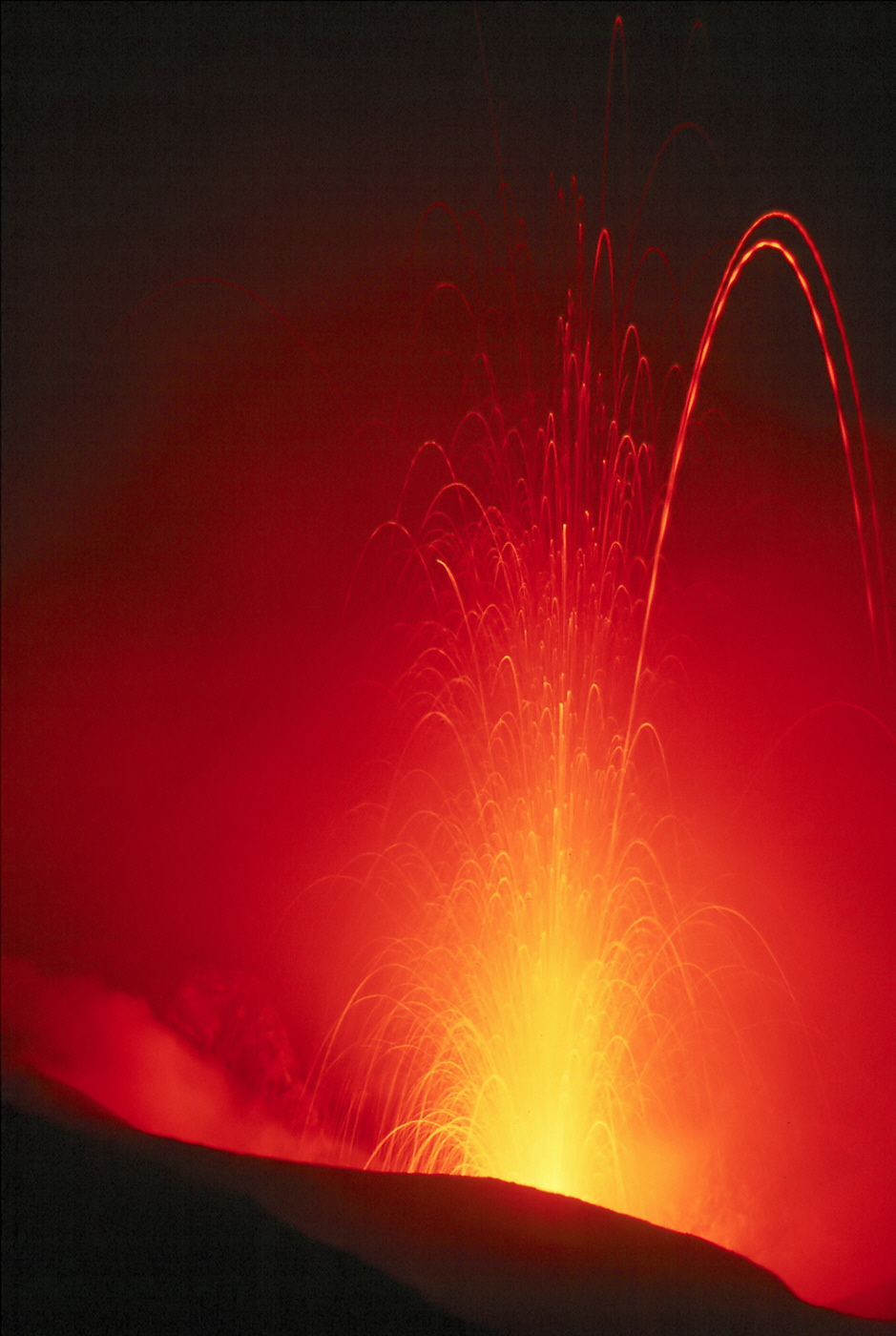
스트롬볼리식 분화

분화(噴火, 영어: volcanic eruption)란 화산으로부터 마그마 등의 고형물이 분출된 것을 말한다. 화산 활동의 하나인 마그마의 성질에 따라 규모와 분화 양식이 결정된다. 분화로 일어난 화산재와 가스는 이상기온과 대기오염을 일으킨다. 일본 기상청에서는 분화구로부터 고형물이 수평 혹은 수직선상으로 100m ~ 300m 범위를 넘어서면 분화라고 기록하고 있다.

## 분출물의 성분에 따른 영향
화산의 분화 양식은 분출하는 마그마의 유동성과 휘발성 성분의 양에 의해 크게 영향을 받는다. 휘발성 성분의 양은 마그마의 분출력이 좌우하며, 휘발성 성분이 많을수록 화산재와 용암은 높게 분출하며 화산은 크게 폭발한다.
1. 유동성이 높고 휘발성 성분이 적은 경우: 하와이섬의 화산의 분화와 같이 조용히 용암이 흐른다.
2. 유동성이 높고 휘발성 성분이 많은 경우: 1986년 이즈 제도의 미하라산 분화의 초기와 같이 용암이 높고 넓게 분출된다.
3. 유동성이 낮고 휘발성 성분이 적은 경우: 쇼와신산의 분화와 같이 큰 폭발과 용암의 유출없이 종상 화산(용암 돔)이 형성되었다.
4. 유동성이 낮고 휘발성 성분이 많은 경우: 아사마산과 사쿠라지마섬과 같이 폭발적인 분화를 한다.

덧붙여 한번의 분화로 단시간내에 끝나는 경우도 있지만, 수 개월에 결쳐 분화를 계속하는 경우도 있다. 장기간의 분화에서는 시간의 경과와 함께 분화의 양식도 바뀌게 된다. 예를 들어 처음에는 휘발성 성분이 많아 용암과 화산재가 높게 분출되었지만, 도중 휘발성 성분이 격감해 화산재가 분출되지 않고, 가스와 용암의 파편의 혼합물이 분화구로부터 사면을 따라 흐르게 된다. 후반부에는 휘발성 성분이 빠진 용암이 흘러나오고 분화는 끝난다. 아사마산의 덴메이 대분화가 한 예이다.

## 분출물 양에 따른 영향
성분의 영향 이외에도 분출물의 양과 분출속도에 따라 분화 양식과 피해 정도에 많은 차이가 있다. 단적인 예는 다음과 같다.
라키산의 분화
위의 2번째 조건에 해당되는 분화이다. 1783년 아이슬란드의 라키산에서 일어난 분화로 분화구로부터 25km에 이르는 곳에까지 용암을 분출했지만, 마을과 멀리 떨어져 있던 관계로 용암에 따른 피해는 경미했다. 그러나, 유독한 화산 가스가 대량 방출되어, 아이슬란드의 가축 50%와 인구의 20%가 줄어들었다. 또, 성층권까지 상승한 화산 가스가 원인이 되어 일사량이 줄어들었고, 세계의 기온이 낮아졌다.
일본에서는 같은 해에 발생한 아사마산의 대분화의 영향도 겹쳐, 도호쿠 지방에서는 작황이 안 좋아 아사자(餓死者)가 속출했다. 이를 일본에서는 덴메이 대기근이라고 한다.

## 분화 양식

하와이식 분화

플리니식 분화

대표적인 화산 분화의 타입은 다음과 같다.

### 홍수 현무암
홍수 현무암은 수천만년에 1번 정도로 발생한다. 지표면이 대규모의 균열로 대량의 용암이 단기간에 지표로 공급된다. 예를 들면 인도의 데칸고원의 현무암 면적은 한반도의 약 3배에 해당된다. 발생원인에 관해서는 플룸 구조론으로 의론되고 있다.

### 하와이식 분화
하와이섬의 킬라우에아산, 마우나케아산 등의 화산에서 볼 수 있는 분화 양식이다. 유동성이 높고, 휘발성 성분이 적은 마그마가 분화된다. 폭발은 일어나지 않고, 대량의 용암이 빠른 속도로 유출된다. 하와이식 분화는 화산 분화의 한 형태이다. 유동성이 풍부한 현무암질 마그마가 산꼭대기의 화구나 산중턱의 갈라진 틈에서 분천으로 분출하는 것은 현무암질 홍수 분화와 같지만 마그마가 분출하는 양이 훨씬 적다. 하와이주의 킬라우에아 산이나 마우나로아 산의 분화가 대표적이다. 폭발적이 아니어서 화산 연기는 많이 나오지 않지만 화구나 움푹 팬 웅덩이 등에 녹은 상태의 용암이 고여 용암호가 생기는 경우가 있다. 킬라우에아 산의 산꼭대기의 할레마우마우 화구에는 수십 년에 걸쳐 용암호가 존재했다. 

### 스트롬볼리식 분화
스트롬볼리식 분화는 현무암질 또는 안산암질로 된 유동성이 풍부한 마그마가 수십 초에서 수십 분 간격으로 작은 폭발을 일으키면서 화구에서 분출하는 분화이다.

### 불카노식 분화
스트롬볼리식 분화의 경우보다 점성이 큰 안산암질 마그마가 분출할 때 용암의 파편(화산재, 화산 자갈, 화산 암괴)이나 화산탄 등이 검은 연기가 되어 폭발적으로 분출한다. 지중해의 섬 불카노 화산의 활동에서 명명된 것인데, 현재는 분화를 하지 않는다.

### 플리니식 분화
플리니식 분화는 안산암질 또는 유문암질 마그마가 스코리아(암석 부스러기)나 경석(輕石), 화산재로 격렬한 폭발을 수반하여 분출하는 형태이다. 분출물은 버섯 모양의 연기가 되어 하늘 높이까지 올라가 바람에 의해 밑으로 떨어진다. 산중턱에 떨어진 화산류는 경사면을 따라 흘러내려오는 경우도 있다.

## 심해저에서의 분화
해양저에서는 대량의 현무암질 마그마가 분출하고 있을 것으로 추측된다. 수중 카메라 등의 기록에 의하면 분출한 마그마의 대부분은 공 또는 타원형 덩어리의 집합체로 굳어진 듯하다. 이것을 침상(枕狀) 용암이라고 하며, 옛날 지질 시대의 해성층(海成層) 안에 들어 있는 상태로 지상에 노출되어 있는 것도 있다. 또한 용암의 일부는 바닷물에 의해 급격히 냉각되어 잘게 부스러져 유리질 파편의 집합체가 된다.

## 같이 보기
- 화산
- 분화구
- 화산재
- 화산암
- 화쇄류
- 마그마
- 대분화 일람(영어판)
- 역대 대분화 일람(영어판)